# Nemzeti rákellenes nap
Magyarország 1993 óta tartja minden év április 10-én a nemzeti rákellenes napot. 
A Magyar Rákellenes Liga szervezi az eseményt. Az időpont kiválasztásának oka, hogy e napon született dr. Dollinger Gyula sebész, ortopéd szakorvos, egyetemi tanár, aki 1902-ben megalakította az Országos Rákbizottságot, így a hazai rákkutatás úttörőjének is számít.
Az ünnep lényege, hogy a társadalomnak minden rétegét beleértve - magát az embert is - küzdjenek a rákbetegség ellen, és felébresszék saját felelősségüket magukban.